# Real Racing 3
Real Racing 3 è un simulatore di guida pubblicato nel 2013, sviluppato dalla Firemonkeys Studios e pubblicato da Electronic Arts per dispositivi mobile iOS, Android, Nvidia Shield e BlackBerry 10. In seguito è approdato anche su nuove piattaforme quali Apple TV di 4ª e 5ª generazione e Android TV
È stato pubblicato su iOS e Android il 28 febbraio 2013 come applicazione freemium; era gratuito da scaricare, con miglioramenti e potenziamenti per poter avanzare nel gioco che erano disponibili tramite acquisti in-app. Il gioco è il sequel dell'omonimo Real Racing del 2009 e Real Racing 2 del 2010. Soprattutto a causa della natura freemium del gioco, ha ricevuto recensioni meno positive rispetto ai suoi predecessori, anche se il gameplay rimane generalmente positivo secondo la critica.
Le caratteristiche del gioco includono piste realmente esistenti, una griglia di 22 auto e più di 200 auto con licenza ufficiale di vari produttori come Audi, Pagani, Porsche, Lamborghini, Bugatti, Ford, Ferrari, McLaren, Alfa Romeo e Koenigsegg. A differenza dei precedenti giochi della serie Real Racing, i giocatori possono riparare o modificare i veicoli.

## Circuiti
| Tracciato                       | Configurazioni                                                                                              | Condizioni meteo esclusive                                              |
| ------------------------------- | --- | ----------------------------------------------------------------------- |
| Autodromo Nazionale Monza       | Road Course, Junior Course                                                                                  | Mattina presto                                                          |
| Brands Hatch                    | Indy Circuit                                                                                                |                                                                         |
| Bugatti Circuit @Le Mans        | Bugatti Circuit                                                                                             | Mattina presto, sera e notte                                            |
| Circuit de Catalunya            | GP Circuit, National Circuit, Club Circuit                                                                  |                                                                         |
| Circuit de Monaco               | Circuit de Monaco                                                                                           | Mattina presto, mezzogiorno e tardo pomeriggio                          |
| Circuit de Spa-Francorchamps    | Circuit de Spa-Francorchamps                                                                                |                                                                         |
| Circuit des 24 Heures           | Mulsanne | Mattina presto, sera e notte                                            |
| Circuit of the Americas         | Grand Prix Circuit, National Circuit, Club Circuit                                                          |                                                                         |
| Daytona International Speedway  | Speedway, Road Course, Motorcycle Course                                                                    | Sera e notte; Motorcycles Course possiede solo la variazione serale     |
| Dubai Autodrome                 | Grand Prix Circuit, International Circuit, National Circuit, Club Circuit, Oval Circuit, Hill Circuit       | Sera esclusivamente nel Grand Prix Circuit, Club Circuit e Oval Circuit |
| Formula E Berlin Circuit        | Tempelhof Airport                                                                                           |                                                                         |
| Formula E Hong Kong Circuit     | Formula E Hong Kong Circuit                                                                                 | Mattina presto e sera                                                   |
| Formula E New York Circuit      | Formula E New York Circuit                                                                                  |                                                                         |
| Hockenheimring                  | Grand Prix Circuit, National Circuit, Short Circuit                                                         | Notte                                                                   |
| Indianapolis Motor Speedway     | Speedway, Road Course                                                                                       | Mattina presto                                                          |
| WeatherTech Raceway Laguna Seca | Mazda Raceway Laguna Seca                                                                                   |                                                                         |
| Melbourne                       | Melbourne Circuit                                                                                           |                                                                         |
| Mount Panorama                  | Bathurst | Mattina presto e sera                                                   |
| Nurburgring                     | Grand Prix Circuit, Sprint Circuit, Mullenbachschleife                                                      | Mattina presto e notte                                                  |
| Circuito di prova Porsche       | Dynamic Circuit, On-Road Circuit (corto), On-Road Circuit (lungo)                                           | Alba                                                                    |
| Red Bull Ring                   | Grand Prix Circuit, Sudschleife National Circuit                                                            | Mattina presto e sera                                                   |
| Richmond International Raceway  | Speedway | Sera e notte                                                            |
| Silverstone                     | The Bridge Grand Prix Circuit 2009, The Grand Prix Circuit, The International Circuit, The National Circuit |                                                                         |
| Suzuka Circuit                  | Grand Prix Circuit, East Circuit, West Circuit                                                              |                                                                         |
| Yas Marina Circuit              | Grand Prix Circuit                                                                                          | Mattina presto, mezzogiorno, sera e notte                               |

## Automobili
Il gioco presenta una grande varietà di automobili ed è costantemente aggiornato per garantirne di nuove:
Amatore
- Nissan Silvia (S15)
- Ford Focus RS
- Dodge Challenger R/T
- BMW 1 Series M Coupé
- Hyundai Veloster Turbo
- Lexus IS 350 F Sport
- Nissan 350Z (Z33)
- BMW Z4 M Coupé
- Nissan Skyline GT-R V-Spec (R34)
- BMW Z4 SDRIVE35IS
- Nissan 370Z (Z34)
- Chevrolet Cobalt SS

Pro/Am
- Dodge Charger R/T
- Dodge Charger SRT8
- Lexus IS F (2013)
- Chevrolet Stingray 427 (1969)
- Shelby Cobra 427 (1966)
- Hyundai i20 WRC
- Mercedes-Benz 190E 2.5-16 Evolution II
- Dodge Challenger SRT8
- Ford Shelby GT500
- Ford Mustang GT Premium
- BMW M3 GTS
- Ford GT (2005)
- McLaren MP4-12C
- Ferrari F40
- Porsche 918 Spyder Concept
- Chevrolet Camaro ZL1 (2013)
- Audi TT RS Coupé (2012)
- BMW M3 Coupé
- BMW M6 Coupé
- Porsche 911 GT3 RS
- Mazda RX-3
- Nissan Skyline 2000 GT-R (KPGC10)
- Renault Clio Cup
- Renault Mégane R.S. 275 Trophy-R
- Mercedes-AMG A 45
- Nissan 240Z (S30)
- Nissan Skyline GT-R V-Spec (R33)
- Nissan 300ZX (R32)
- Honda S2000 GT
- Honda Civic Type-R
- Honda Type-R
- Alfa Romeo Giulietta TCR

Pro
- Dodge Viper SRT10 Coupé
- Nissan GT-R Premium (2005)
- Porsche Carrera GT
- Chevrolet Corvette Stingray Z51
- Chevrolet Corvette ZR1
- Lamborghini Gallardo LP560-4
- SRT Viper GTS
- Porsche 911 GT3 RS 4.0
- Audi R8 V10 Coupé
- Dodge Challenger RT (1971)
- Dodge Charger RT (1969)
- Shelby Cobra GT500 (1967)
- Porsche 911 Carrera RS 2.7 (1972)
- BMW 3.0 CSL
- Jaguar Lightweight E-Type
- Porsche Cayman GT4
- Mazda RX-7 Spirit R (FD)
- Renault Dezir Concept
- Nissan Skyline GT-R Gruppo A (BNR32)
- Chevrolet Camaro SS (1967)
- Chevrolet Camaro SS (2017)
- Nissan 370Z Nismo (Z34)
- Honda NSX-R
- Ferrari 500 TRC
- Alfa Romeo 155 V6 TI
- Alfa Romeo 4C

Esperto
- Dodge Viper SRT10 ACR-X
- Audi R8 LMS Ultra
- Porsche 918 RSR Concept
- BMW M3 GT2 ALMS
- Lamborghini Gallardo LP560 GT3
- Lexus LFA
- Bentley Continental GT Speed
- Aston Martin Vanquish
- Ford Shelby GT350R
- Maserati GranTurismo MC Stradale
- Mercedes-Benz SL 65 AMG Black Series
- Mercedes-Benz SLS AMG GT3
- Aston Martin DB9
- Porsche Cayman S
- Aston Martin V12 Vantage S
- Porsche 911 GT2 (2003)
- Aston Martin Vantage N430
- Nissan Silvia (S15) R3 Spec
- Porsche 911 Carrera S
- Dodge Challenger SRT Hellcat
- Aston Martin Vantage AMR Pro
- Ferrari F430
- Porsche 911 Carrera RS 3.8 (1995)
- Ferrari 360 Modena
- Audi TT RS Coupé (2019)
- BMW M2 Competition

Maestro
- Ariel Atom 3.5
- KTM X-Bow R
- Caterham Seven 620 R
- Ariel Atom V8
- Porsche 911 GT3 Cup
- BMW Z4 GT3
- BMW 3.0 CSL Hommage R
- Mercedes-Benz SLS AMG
- Bentley Continental Supersports
- Porsche Boxster GTS
- Ferrari 375 F1
- Ferrari F50
- Chevrolet Corvette  C6.R GT2
- Nissan GT-R Nismo (R35)
- Aston Martin Vantage GT3
- Nissan Sumo Power GT GT-R GT1
- Maserati GranTurismo MC Stradale Limited
- Lotus Exige 360 Cup
- Lotus 3-Eleven
- Ferrari J50
- Porsche 718 RSK
- Porsche 909 Bergspyder
- Nissan 240Z (S30) R3 Spec
- Nissan Skyline GT-R (R34) R3 Spec
- Nissan 370Z (Z34) R3 Spec
- BMW M5
- Ford Shelby GT500 (2020)

Elite
- Audi R8 V10 Spyder
- Lamborghini Aventador LP 700-4
- McLaren F1
- Pagani Zonda F
- Pagani Huayra
- Bugatti Veyron 16.4
- Bugatti Veyron 16.4 Grand Sport Vitesse
- Ford GT FIA GT1
- Nissan JR Motorsports GT-R GT1
- Lamborghini Murcielago R-SV GT1
- Porsche 911 Targa (1974)
- Porsche 911 Carrera 2 Speedster (1993)
- Porsche 911 Turbo (2009)
- Porsche 911 RSR (2013)
- Ferrari FF
- Ferrari 458 Italia
- Ferrari F12 Berlinetta
- Lamborghini Huracan LP 610-4
- McLaren 650S GT3
- McLaren 675LT
- Jaguar XJ200
- Jaguar F-Type SVR
- Jaguar XE SV Project 8
- McLaren 570GT
- Ferrari F12 tdf
- Ford GT (2017)
- Lamborghini Huracan Super Trofeo Evo
- Lamborghini Aventador SVJ
- McLaren Senna
- BrabhamBT62
- Porsche 918 Weissach Package
- Porsche 911 GT2 RS
- McLaren 600LT
- Lotus Type 125
- Ferrari 812 Superfast
- Ford Shelby GT350R R3 Spec
- Lamborghini Huracan R3 Spec
- Nissan GT-R (R35) R3 Spec
- Jaguar C-X75 R3 Spec
- McLaren 720S Coupé
- Lamborghini Huracan Performante
- Mercedes-AMG GT3
- Jaguar C-X75
- Aston Martin Vantage 59
- Porsche 911 GT3 RS (2018)
- Ferrari 599 GTO
- Mercedes-Benz SLR McLaren 722
- Ferrari F8 Tributo

Leggenda
- Koenigsegg CCXR
- Koenigsegg Agera
- Pagani Zonda R
- Porsche 911 RSR (2014)
- Koenigsegg Agera R
- Lamborghini Countach
- Lamborghini Miura
- Ferrari 458 Spider
- Ferrari Enzo Ferrari
- McLaren 12C Spider
- Ferrari LaFerrari
- Aston Martin One-77
- Porsche 919 Hybrid
- McLaren P1
- Renault R.S. 01
- Lamborghini Veneno
- Lamborghini Asterion LPI 910-4
- Ferrari 412 T2
- McLaren F1 GTR
- McLaren P1 GTR
- Aston Martin  Valkyrie
- Hennessey Venom GT
- Koenigsegg Regera
- Koenigsegg Koenigsegg One:1
- Ferrari F14 T
- Toyota TS040 Hybrid
- Audi R18 e-tron quattro
- Nissan GT-R LM Nismo (2015)
- Audi R18 e-tron quattro (2015)
- Porsche 919 Hybrid (2015)
- Porsche 959 Sport
- Ferrari Testarossa
- BMW M1
- Lamborghini Centenario LP 770-4
- Mazda Furai
- Lamborghini Sesto Elemento
- Ferrari FXX K
- Ferrari FXX K Evo
- Aston Martin Vulcan
- Pagani Automobili Huayra BC
- McLaren MP4-X
- Bugatti Chiron
- Bugatti Chiron Sport
- Porsche 919 Hybrid Evo
- Bugatti EB 110 Super Sport
- Porsche 911 GT2 Clubsport
- Lamborghini Diablo SV
- Koenigsegg Agera RS
- McLaren Senna GT-R
- Porsche 935 (2019)

### Motorsport
Il gioco propone anche una sezione "Motorsport" in cui assaporare il vero gusto delle competizioni reali. Per alcuni motivi di licenze, auto e categorie di gara inserite con aggiornamenti nel tempo, dopo un po' non son più disponibili. Di seguito la lista delle vetture (nota: le vetture già presenti nella normale carriera, non sono qui riportate)
| Motorsport               | Stagione                            | Vetture |
| ------------------------ | ----------------------------------- | --- |
| Endurance Prototypes     | Stagione 1970 Gruppo 5              | Porsche 917K |
| Endurance Prototypes     | Stagione 1977 Gruppo 6              | Porsche 936/77 Spyder |
| Endurance Prototypes     | Stagione 1979 Gruppo 5              | Porsche 935 |
| Endurance Prototypes     | Stagione 1984 Gruppo C              | Lancia LC2 |
| Endurance Prototypes     | Stagione 1988 Gruppo C              | Jaguar XJR-9, Porsche 962C |
| Endurance Prototypes     | Stagione 1991 Gruppo C              | Mazda 787B, Mercedes-Benz C11 |
| Endurance GT Racing      | Stagione 1962                       | Ferrari 250 GTO |
| Endurance GT Racing      | Stagione 1989                       | Ferrari F40 LM |
| Endurance GT Racing      | Stagione 1998                       | Nissan R390 GT1, Mercedes-Benz CLK-LM, Porsche 911 GT1-98 |
| Endurance GT Racing      | Stagione 2012-2015                  | Aston Martin Vantage GTE (2012), Porsche 911 RSR (2015) |
| Endurance GT Racing      | Stagione 2016                       | Ford GT Le Mans (2016), Chevrolet Corvette C7.R, Ferrari 488 GTE (2016), Porsche 911 RSR (2016) |
| Endurance GT Racing      | Stagione 2017                       | Aston Martin Vantage GTE (2017), Porsche 911 RSR (2017) |
| Endurance GT Racing      | Stagione 2018                       | BMW M8 GTE, Porsche 911 RSR (2018) |
| Endurance GT Racing      | Stagione 2019                       | Porsche 911 RSR (2019), Ford GT Le Mans (2019), Aston Martin Vantage GTE (2018), Ferrari 488 GTE EVO (AF Corse) |
| Endurance GT Racing      | Stagione 2020                       | Porsche 911 RSR (2020), Aston Martin Vantage GTE (2019), Chevrolet Corvette C8.R (2020) |
| IMSA DPi                 | Stagione 2018                       | Acura ARX-05, Cadillac DPI-V.R, Mazda RT24-P |
| IMSA GTD                 | Stagione 2018                       | Acura NSX GT3, Lamborghini Huracán GT3, Ferrari 488 GT3, BMW M6 GT3 |
| FIA GT3                  | Stagione 2020                       | Porsche 911 GT3 R, McLaren 720S GT3, Bentley Continental GT3 |
| Euro Track Masters (DTM) | Stagione 2016-2017                  | BMW Driving Experience M4 Racing, Mercedes-AMG C 63 Touring Car |
| FIA GT4                  | Stagione 2019                       | Porsche 718 Cayman GT4 Clubsport, Aston Martin Vantage GT4, Chevrolet Camaro GT4.R, Mercedes-AMG GT4, Audi R8 LMS GT4, BMW M4 GT4 |
| Supercar Australiane     | Stagione 2016 (non più disponibile) | Ford Falcon FG X (2016), Holden Commodore VF (2016), Nissan Altima (2016) |
| Supercar Australiane     | Stagione 2017 (non più disponibile) | Ford Falcon FG X (2017), Holden Commodore VF (2017), Nissan Altima (2017) |
| Supercar Australiane     | Stagione 2018 (non più disponibile) | Ford Falcon FG X (2018), Holden Commodore ZB (2018), Nissan Altima (2018) |
| Formula E                | Stagione 3 2016-2017                | SRT_01E (Stagione 3) ABT Schaeffler FE02, SRT_01E (Stagione 3) NEXTEV TCR Formula 002, SRT_01E (Stagione 3) Renault Z.E. 16 |
| Formula E                | Stagione 4 2017-2018                | SRT_01E (Stagione 4) |
| Formula E                | Stagione 5 2018-2019                | SRT05E (Stagione 5) |
| Formula E                | Stagione 6 2019-2020                | SRT05E (Stagione 6), Envision Virgin Racing Audi e-tron FE06, NIO 333 FE Team NIO FE-006, Mercedes-Benz EQ Formula E Team Mercedes-Benz EQ Silver Arrow 01, GEOX Dragon Penske EV-4, Audi Sport ABT Schaeffler Formula E Team Audi e-tron FE06, DS Techeetah DS e-Tense FE20, TAG HEUER Porsche Formula E Team Porsche 99X Electric, Rokit Venturi Racing Mercedes-Benz EQ Silver Arrow 01, Panasonic Jaguar Racing Jaguar I-Type 4, Nissan e.Dams Nissan IM02, BMW I Andretti Motorsport BMW IFE.20, Mahindra Racing Mahindra M6Electro |
| NASCAR                   | Stagione 2014 (non più disponibile) | Chevrolet SS (NASCAR Academy), Toyota Camry (Sunoco), Ford Fusion (NASCAR Academy) |
| NASCAR                   | Stagione 2015 (non più disponibile) | Chevrolet SS (Hendrick Motorsports), Chevrolet SS (Stewart-Haas Racing), Ford Fusion (Team Penske), Toyota Camry (Joe Gibbs Racing) |
| NASCAR                   | Stagione 2016 (non più disponibile) | Chevrolet SS (Stewart-Haas Racing) (2016), Chevrolet SS (Hendrick Motorsports) (2016), Ford Fusion (Team Penske) (2016), Ford Fusion (Richard Petty Motorsports) (2016) Toyota Camry (Joe Gibbs Racing) (2016) |
| NASCAR                   | Stagione 2017 (non più disponibile) | Chevrolet SS (Hendrick Motorsports) (2017), Ford Fusion (Stewart-Haas Racing) (2017), Toyota Camry (Joe Gibbs Racing) (2017) |
| NASCAR                   | Stagione 2018 (non più disponibile) | Chevrolet Camaro ZL1 (2018), Ford Fusion (2018), Toyota Camry (2018) |
| NASCAR                   | Stagione 2019 (non più disponibile) | Chevrolet Camaro ZL1 (2019), Ford Mustang (2019), Toyota Camry (2019) |
| NASCAR                   | Stagione 2020                       | Chevrolet Camaro ZL1 1LE (Hendrick Motorsports) (2020), Chevrolet Camaro ZL1 1LE (Chip Ganassi Racing) (2020), Chevrolet Camaro ZL1 1LE (Richard Childress Racing) (2020), Chevrolet Camaro ZL1 1LE (Richard Petty Motorsport) (2020), Ford Mustang (Stewart-Haas Racing) (2020), Ford Mustang (Team Penske) (2020), Toyota Camry (Joe Gibbs Racing) (2020) |
| Formula 1                | Stagione 2019                       | McLaren MCL34, Red Bull RB15, Ferrari SF90, Mercedes-AMG F1 W10 EQ POWER+, Racing Point RP19, Renault R.S.19, Toro Rosso STR14, Alfa Romeo C38, Williams FW42, Haas VF-19, Formula 1 Auto F1 Academy, Mercedes-AMG Safety Car F1 GT R |
| Formula 1                | Stagione 2020                       | Renault R.S.20, Red Bull RB16, AlphaTauri AT01, Ferrari SF1000, Mercedes-AMG F1 W11 EQ Performance, Haas VF-20, Alfa Romeo C39, McLaren MCL35, Racing Point RP20, Williams FW43, McLaren MP4/4 |
| Formula 1                | Stagione 2021                       | Alpine A521, Red Bull RB16B, AlphaTauri AT02, Ferrari SF21, Mercedes-AMG F1 W12 E Performance, Haas VF-21, Alfa Romeo C41, McLaren MCL35M, Aston Martin AMR21, Williams FW43B |